# Ahemenidi
Ovaj članak govori o perzijskoj ahemenidskoj dinastiji, za članak o njihovoj državi vidi: Ahemenidsko Perzijsko Carstvo
Ahemenidi su iranska vladarska dinastija koja je vladala Perzijom od 7. stoljeća do 4. stoljeća pr. Kr. Njihovo Ahemenidsko Carstvo protezalo se na 10.7 milijuna km²; od Libije na zapadu do Indije na istoku, te od Etiopije na jugu do današnjeg Kazahstana na sjeveru, što ga čini najvećom državom u povijesti anitke, a vjerojatno najmoćnijom i najbogatijom zemljom u odnosu na ostatak svijeta ikad. 
Snažan utjecaj ahemenidske Perzije na područjima jezika, religije, arhitekture, filozofije, prava, vojske i administracije postoji do današnjeg dana.
Iako je dinastija nazvana po Ahemenu, njezinim osnivačem smatra se Kir Veliki koji je utemeljio prvo Perzijsko Carstvo (Ahemenidsko Carstvo).
Najpopularniji vladari ove dinastije svakako su Kir Veliki, Darije I. Veliki i Kserkso I.

## Podrijetlo
Iranski narodi Medijci i Perzijanci naselili su područje današnjeg zapadnog Irana najranije do 15. stoljeća pr. Kr., i bili su povezani vrlo sličnim jezikom i običajima. U prvo vrijeme Medijci su vladali Perzijancima, ali situacija se okrenula sredinom 6. stoljeća pr. Kr., kada je mladi i energični perzijski kralj Kir Veliki iznenada pokorio medijskog kralja Astijaga.

## Etimologija
Ahemenidi, odnosno „potomci Ahemena“, nazvani su prema Ahemenu koji je vladao početkom 7. stoljeća pr. Kr. Etimologija njegovog imena temelji se na raznim izvorima. Tradicionalno tumačenje jest „onaj prijateljskog uma“, prema izvorima studije indo-iranske etimologije od strane Stara grčkih povjesničara. Moderni povjesničari ne slažu se s tim tumačenjem već smatraju kako Haxāmaniš znači „obilježen dušom vođe“, prema iranskim etimološkim studijama. 

## Vladari i kronologija

### Ahemen
- 705. pr. Kr. - početak vladavine Ahemena, kralja Perzije pod Medijskim Carstvom.
- 691. pr. Kr. - asirski zapisi iz doba kralja Senaheriba spominju kako je asirski kralj u gradu Haluleu jedva odbio napad Perzijanaca i nezavisnih trupa iz Anšana predvođenih Ahemenom u neodlučenoj bitci kod Halulea.
- 675. pr. Kr. - smrt i kraj Ahemenove vladavine.

### Teisp od Anšana
- 675. pr. Kr. - Teisp od Anšana dolazi na mjesto perzijskog kralja, nasljeđujući svog oca Ahemena.
- 640-ih pr. Kr. - Teisp osvaja elamski grad Anšan.
- 640. pr. Kr. - smrt i kraj vladavine Teispa.

### Kir I.
- 640. pr. Kr. - krunidba Kira I., sina Teispa od Anšana.
- 639. pr. Kr. - asirski kralj Asurbanipal porazio je Elam te postao vladarom nad nekoliko bivših elamskih saveznika, među kojima se spominje i Kuras (vjerojatno Kir I.)
- 627. pr. Kr. - umire Asurbanipal, a Kir I. vjerojatno nastavlja plaćati danak njegovim sinovima i nasljednicima Ašur-etil-ilaniju i Sinšariškunu.
- 612. pr. Kr. - medijski kralj Kijaksar i njegov babilonski saveznik kralj Nabopolasar uspjevaju osvojiti asirski glavni grad Ninivu što je označilo kraj Novoasirskog Carstva.
- 600-ih pr. Kr. - Medija i Babilonija dijele osvojena područja, a grad Anšan očito je pripao pod kontrolu Medije, pa je Kir I. skončao svoje zadnje dane kao vazalni vladar Kijaksara ili njegova sina Astijaga.
- 580. pr. Kr. - smrt Kira I.

### Kambiz I.
- 580. pr. Kr. - početak vladavine Kambiza I., sina Kira I.
- 559. pr. Kr. - Kambiz I. umire, a nasljeđuje ga njegov sin Kir Veliki.

### Kir Veliki
- 600. pr. Kr. - rođenje Kira Velikog prema Starom zavjetu.
- 576. pr. Kr. - rođenje Kira Velikog prema modernim procjenama.
- 559. pr. Kr. - nakon što mu umire otac Kambiz I., Kir Veliki postaje kraljem Anšana.
- 552. pr. Kr. - Kirova pobuna protiv njegovih nadređenih, Medijaca.
- 549. pr. Kr. - uz Harpagovu pomoć Kir vodi svoju vojsku protiv Medijaca i pada medijski glavni grad Ekbatana, čime je i samo Medijsko Carstvo konačno bilo osvojeno.
- 546. pr. Kr. - Kir prihvaća medijsku krunu, no službeno je zamijenio titulu proglasivši se „kraljem Perzije“.
- 540-ih pr. Kr. - poraz Kreza u pratu protiv Perzijanaca, pad Lidijskog Carstva.
- 540-ih pr. Kr. - perzijski vojskovođe Mazar i Harpag osvajaju cijelu Malu Aziju; Liciju, Ciliciju i Feniciju, uključujući grčke gradove pomoću opsadnih tehnika koje su bile nepoznate Grcima.
- 542. pr. Kr. - povratak glavnine perzijskih trupa u Perziju.
- 539. pr. Kr. - Kir Veliki pobjeđuje Nabonida i osvaja Novobabilonsko Carstvo; što je zabilježeno u djelima Afrikana, Ptolomeja, Euzebija i Diodora.
- 537. pr. Kr. - Nakon osvajanja Babilona, Kir Veliki pušta židove da se vrate u Jeruzalem, čime završava 70 godina babilonskog sužanjstva. Manji se broj, njih jedva oko 50.000 koristio tom slobodom; većina je ostala u Babilonu gdje je živjela u relativno povoljnim prilikama.
- 530. pr. Kr. - smrt Kira Velikog (prema Herodotu i Kteziju poginuo je u borbi protiv Skita; Ksenofont u „Kiropediji“ tvrdi kako je umro mirno u glavnom gradu Perzije Pasargadu), nasljeđuje ga njegov sin Kambiz II.

### Kambiz II.
- 539. pr. Kr. - Kir Veliki zadužuje svog najstarijeg sina Kambiza za religijske ceremonije u Babilonu.
- 530. pr. Kr. - nakon smrti njegova oca Kira Velikog, Kambiz II. postaje perzijskim carem.
- 525. pr. Kr. - u Egiptu je faraona Amazisa II. naslijedio Psamtik III.
- 525. pr. Kr. - u svibnju perzijske trupe napadaju i osvajaju Egipat; početak XXVII. faraonske dinastije
- 522. pr. Kr. - za vrijeme Kambizovih pohoda u Africi u srcu Perzije pojavio se čovjek koji je tvrdio kako je Kambizov brat Bardija (Smerdis), te zaposjeda na perzijski tron.
- 522. pr. Kr. - na povratku prema Perziji, Kambiz II. umire u nerazjašnjenim odnosno proturječnim okolnostima.

### Smerdis
- 522. pr. Kr. - 11. ožujka Smerdis dolazi na tron Perzijskog Carstva.
- 522. pr. Kr. - nerazjašnjena smrt ili samoubojstvo Kambiza II.
- 522. pr. Kr. - u rujnu Darije I. ubija Smerdisa i postaje perzijskim carem.

### Darije I. Veliki
- 522. pr. Kr. - Gaumatina uzurpacija.
- 522. pr. Kr. - smrt Kambiza II., Darijev povratak u Perziju.
- 522. pr. Kr. - krunidba za Velikog kralja Perzije.
- 522. pr. Kr. - pobuna u Babilonu.
- 521. pr. Kr. - još jedna pobuna u Babilonu.
- 521. pr. Kr. - kraj daljnjih pobuna protiv Darija.
- 519. pr. Kr. - pobjeda protiv skitskih plemena Sakovije.
- 519. pr. Kr. - rođen Darijev sin Kserkso.
- 518. pr. Kr. - ekspedicije u Egiptu.
- 515. pr. Kr. - osnovan Perzepolis.
- 513. pr. Kr. - osvojena Kirenaika (istočna Libija).
- 513. pr. Kr. - pohod protiv Skita.
- 513. pr. Kr. - osvojena Trakija.
- 512. pr. Kr. - uvođenje darika kao platežnog sredstva.
- 507. pr. Kr. - sporazum s Atenom.
- 500. pr. Kr. - otvoren Sueski kanal.
- 499. pr. Kr. - pobuna u Joniji, uništenje Sarda.
- 494. pr. Kr. - osvojen Milet, kraj Jonskog ustanka.
- 492. pr. Kr. - vojna ekspedicija u Grčkoj predvođena Mardonijem; mornarica teško stradala u oluji.
- 490. pr. Kr. - neuspješna vojna ekspedicija protiv Atene koju su vodili Datis i Artafern Mlađi.
- 486. pr. Kr. - pobuna u Egiptu.
- 486. pr. Kr. - smrt Darija Velikog.

### Kserkso I.
- 519. pr. Kr. - rođen Kserkso I. kao sin kraljice Atose i kralja Darija I. Velikog.
- 486. pr. Kr. - smrt Darija I Velikog, krunidba Kserksa I.
- 484. pr. Kr. - Kserkso I. guši ustanak u Babilonu i kažnjava Babilonce.
- 482. pr. Kr. - još jedna pobuna u Babilonu.
- 480. pr. Kr. - okuplja se perzijska vojska i kreću u kažnjeničku ekspediciju prema Grčkoj.
- 480. pr. Kr. - u bitci kod Termopila perzijska vojska uništava grčki otpor i nastavlja napredovati prema Ateni, koja je sravnjena sa zemljom.
- 480. pr. Kr. - povratak perzijske vojske u Perziju zbog nereda u Babiloniji.
- 479. pr. Kr. - u bitci kod Plateje Atenjani i Spartanci pobijeđuju manji dio perzijske vojske na čelu s Mardonijem koji je ostao kontrolirati teritorij južne Grčke.
- 479. pr. Kr. - unatoč protivljenju Sparte, Atena obnavlja gradske zidine koje su uništili Perzijanci.
- 474. pr. Kr. - Kserkso Veliki uz asistenciju Mordekaja izdaje dokument koji priznaje Židovima pravo na obranu diljem Perzijskog Carstva.
- 465. pr. Kr. - umire Kserkso I. Veliki, a na tronu ga nasljeđuje njegov sin Artakserkso I.

### Artakserkso I.
- 465. pr. Kr. - Artakserkso I. na perzijskom tronu nasljeđuje oca Kserksa I. Velikog koji je ubijen u dvorskim spletkama.
- 460. pr. Kr. - pobuna u Egiptu; ubijen satrap, zauzet grad Memfis i zatražena pomoć od Atene.
- 457. pr. Kr. - židovski svećenik Ezra napušta Babilon i odlazi u Jeruzalem, sa sobom vodi neke Židove uključujući svećenike i levite.
- 450. pr. Kr. - Grci napadaju perzijski Cipar, no unatoč početnim grčkim uspjesima perzijska mornarica uspijeva odbaciti napadače.
- 449. pr. Kr. - sklopljen je Kalijin mir između Atene, Arga i Perzije što je bio službeni svršetak grčko-perzijskih ratova.
- 424. pr. Kr. - umire Artakserkso I., a na tronu ga nasljeđuje njegov sin Kserkso II.

### Kserkso II.
- 424. pr. Kr. - Kserkso II. nasljeđuje svog oca Artakserksa I. i vlada samo 45 dana.

### Sogdijan
- 424. pr. Kr. - na perzijsko prijestolje dolazi Sogdijan koji je zbacio svog prethodnika, polubrata Kserksa II.
- 423. pr. Kr. - smrt Sogdijana, kojeg ubija treći polubrat Darije II.

### Darije II.
- 423. pr. Kr. - Ochus se kruni pod imenom Darije II.
- 420. pr. Kr. - u Lidiji satrap Pisutno (staroperz. Pišišyaothna[1]) pokreće pobunu.
- 420. pr. Kr. - rat protiv nomadskog plemena Kadusijana.
- 415. pr. Kr. - satrap Tisafern guši pobunu u Lidiji, dok Pisutnov sin Amorg u susjednoj satrapiji Kariji nastavlja s pobunom.
- 413. pr. Kr. - rasplamsavanje Peloponeskog rata između Atene i Sparte, kojeg potiče Tisafern.
- 412. pr. Kr. - sporazum sa Spartom; Spartanci zarobljavaju Amorga.
- 410. pr. Kr. - etnički sukobi u Gornjem Egiptu.
- 407. pr. Kr. - Kir Mlađi postaje satrapom Lidije, i podupire Spartu u ratu protiv Atene.
- 404. pr. Kr. - Amirtej pokreće pobunu u Egiptu i osamostaljuje donji Egipat prvi put nakon 120 godina perzijske vladavine.
- 404. pr. Kr. - smrt Darija II. početkom travnja.[2]

### Artakserkso II.
- 404. pr. Kr. - početkom travnja Artakserkso II. stupa na perzijski tron.
- 404. pr. Kr. - pobunom Kira Mlađeg započet građanski rat u Perziji.
- 404. pr. Kr. - Amirtej pokreće pobunu u Egiptu.
- 401. pr. Kr. - u bitci kod Kunakse sukobljavaju se Kirova i Artakserksova vojska pri čemu Kir Mlađi pogiba.
- 400. pr. Kr. - povratak Deset tisuća u Grčku.
- 396. pr. Kr. - spartanski kralj Agesilaj II. pljačka perzijske pokrajine u Maloj Aziji.
- 395. pr. Kr. - atenski admiral Konon vodi atensku i perzijsku mornaricu protiv Sparte; zaposjedaju otok Rod čime je počeo Korintski rat.
- 395. pr. Kr. - pogubljen Tisafern.
- 394. pr. Kr. - opoziv Agesilaja II.
- 386. pr. Kr. - Artakserksov Kraljevski mir; kraj Korintskog rata.
- 383. pr. Kr. - Farnabaz II. i Titraust vode perzijsku vojsku u Egipat, no egipatski kralj Hakor odbacuje napadače.
- 370-ih pr. Kr. - rat protiv nomadskog plemena Kadusijana.
- 373. pr. Kr. - Artakserkso II. šalje Farnabaza II. da ponovo pokori Egipat, no egipatski faraon Nektanebo I. uspijeva se obraniti.
- 368. pr. Kr. - satrap Datam pokreće pobunu u Kapadociji.
- 367. pr. Kr. - početak „Satrapske pobune“; Ariobarzan se pobunio u Frigiji, Mauzol u Kariji, Oront I. u Armeniji, Autofradat u Lidiji, a priključuje im se i Datam.
- 362. pr. Kr. - pogubljen Datam, kraj kapadocijske pobune.
- 358. pr. Kr. - smrt Artakserksa II. početkom ožujka.[3]

### Artakserkso III.
- 358. pr. Kr. - krajem veljače ili početkom ožujka Artakserkso III. stupa na perzijski tron.
- 356. pr. Kr. - naređuje svim satrapima da raspuste svoje plaćenike, u cilju učvršćivanja centralne vlasti.
- 355. pr. Kr. - prisiljava Atenu na poraz u „Socijalnom ratu“, odnosno na priznanje neovisnosti njenih susjeda.
- 351. pr. Kr. - pokreće invaziju na Egipat, no njegova vojska doživljava poraz.
- 351. pr. Kr. - potaknuti perzijskim porazom u Egiptu, vladari Fenicije i Cipra pokreću pobunu i proglašavaju neovisnost.
- 345. pr. Kr. - gušenje pobune u feničkom gradu Sidonu.
- 343. pr. Kr. - druga invazija, pobjeda u bitci kod Peluzija i ponovno pokoravanje Egipta.
- 343. pr. Kr. - uspon Bagoasa i Mentora s Rodosa.
- 343. pr. Kr. - makedonski kralj Filip II. Makedonski (otac Aleksandra Makedonskog) napada zapadne perzijske gradove u Maloj Aziji.
- 338. pr. Kr. - smrt Artakserksa III.; grčki izvori spominju ubojstvo, a babilonski prirodnu smrt.

### Artakserkso IV.
- 338. pr. Kr. - Artakserkso IV. postaje perzijskim carem.
- 337. pr. Kr. - u Grčkoj osnovan Korintski savez kao protuteža Perziji na istočnom Mediteranu.
- 336. pr. Kr. - smrt Artakserksa IV.

### Darije III.
- 380. pr. Kr. - rođen Kodoman (Darije III.) kao sin princa Arsama i princeze Sisigambis[4]
- 355. pr. Kr. - u doba vladavine Artakserksa III., Darije III. diplomacijom uspjeva primiriti dva suparnička kralja nomadskih plemena Kadusijana.
- 336. pr. Kr. - perzijski general Bagoas daje ubiti perzijskog kralja Artakserksa IV. i na tron postavlja Kodomana, koji se kruni kao Darije III.
- 336. pr. Kr. - Darije III. se osamostaljuje kao vladar pa ga Bagoas pokušava ubiti, no Darije otkriva njegov plan i daje ga pogubiti.
- 336. pr. Kr. - u Grčkoj, Filip II. Makedonski prihvaćen je za hegemona Korintske lige i planira invaziju na maloazijske grčke gradove pod perzijskom kontrolom.[5]
- 336. pr. Kr. - Filip II. umire, a na makeonskom tronu ga nasljeđuje njegov sin Aleksandar Makedonski.
- 335. pr. Kr. - makedonski vladar Aleksandar Makedonski osvaja Tebu i Trakiju.
- 334. pr. Kr. - Aleksandar postaje hegemonom Korintske lige te vodi kombiniranu makedonsku vojsku u invaziju perzijske Male Azije.
- 333. pr. Kr. - u bitci kod Isa makedonska vojska pobijeđuje perzijsku.
- 331. pr. Kr. - Darije III. okuplja novu vojsku i sukobljava se protiv Aleksandra u bitci bitci kod Gaugamele, no ponovo je poražen.
- 331. pr. Kr. - u zarobljeništvu umire Darijeva žena Stateira I.
- 330. pr. Kr. - satrap Bes ubija Darija III. za vrijeme bijega.
- 330. pr. Kr. - kraj iranske dinastije Ahemenida; Aleksandar Makedonski postaje vladarom većine Perzijskog Carstva.

## Kraj dinastije
Nakon šest godina vladavine nesposobnog kralja Darija III. koju su obilježili brojni nemiri diljem Perzijskog Carstva i porazi protiv makedonske vojske Aleksandra Makedonskog, baktrijski satrap Bes ubija Darija III. i proglašava se kraljem Perzijskog Carstva, unatoč tome što je Aleksandar vladao većinom carstva. Nedugo kasnije Bes pada u ruke Aleksandra Makedonskog koji ga daje smaknuti.
Nastavak loze Ahemenida nastavio je sam Aleksandar koji se oženio Darijevom kćeri Stateirom II. Prema jednoj teoriji, i sam Aleksandar pripadao je ahemenidskoj lozi jer se tvrdi kako je bio sin perzijskog cara Artakserksa III. i makedonske princeze koju je Filip II. Makedonski poslao u znak političke pomirbe. U svakom slučaju, Aleksandar Makedonski umire u Babilonu 323. pr. Kr. a iste godine u borbama za vlast ubijeni su sve njegove žene i djeca pa se time definitivno gasi ahemenidska dinastija.

## Poveznice
- Ahemenidsko Carstvo
- Iranski narodi
- Perzijanci
- Medijci
- Povijest Irana

## Vanjske poveznice
- Ahemenidska dinastija, Iran-daily.com
- Popis vladara iz iranskih dinastija Ahemenida i Sasanida  Arhivirana inačica izvorne stranice od 24. ožujka 2009. (Wayback Machine)
- Ahemenidska dinastija, Dusharm.com  Arhivirana inačica izvorne stranice od 13. listopada 2007. (Wayback Machine)
- Ahemenidsko carstvo, IranChamber.com